# Volksverpetzer

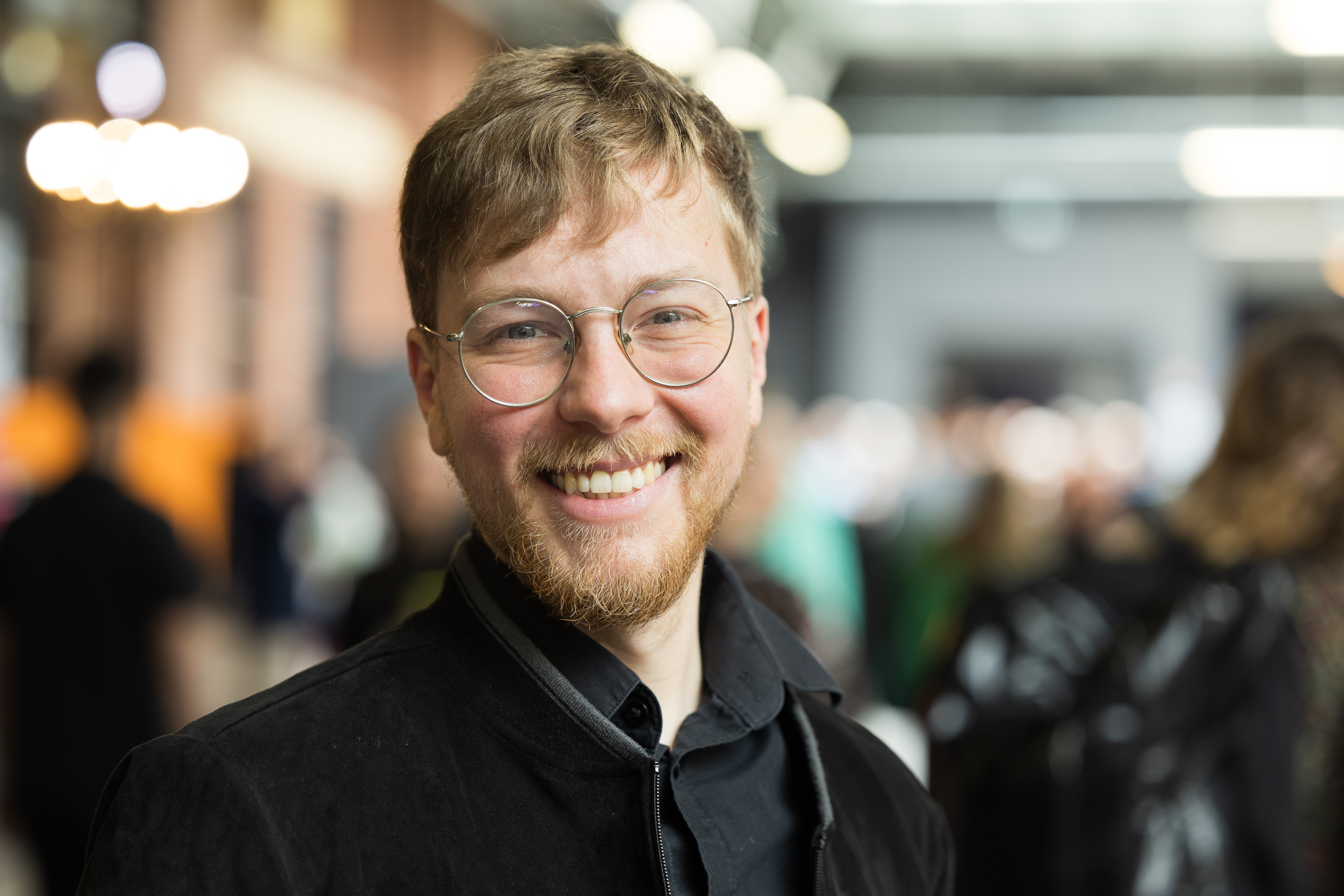
Der Volksverpetzer-Gründer Thomas Laschyk 2024

Volksverpetzer (VVP) ist ein deutsches Blog, das sich als Faktenchecker mit Falschmeldungen auseinandersetzt.

## Geschichte und Inhalt
Das Blog wurde 2014 von Thomas Laschyk gegründet und beschäftigte sich zunächst mit Politik in Augsburg. Seit Herbst 2015 hat man sich auf die Auseinandersetzung mit Fake News im Netz spezialisiert und will diesen durch Quellen belegte Argumente entgegensetzen. Beiträge wurden später auf Mimikama als Kolumne veröffentlicht, bevor das Projekt 2018 selbständig wurde. Bekannt wurde der VVP unter anderem durch den Slogan „Lebe stets so, dass die AfD etwas dagegen hat.“
Der Name des Blogs ist ein Wortspiel mit dem Begriff „Volksverhetzer“.
Die Aufmachung der Posts ist oft plakativ. So sind die Titel der Beiträge oft reißerisch formuliert; sie haben ein klares Framing und appellieren an Emotionen, um in den Sozialen Medien eine möglichst breite Masse an Lesern anzusprechen, wobei laut Laschyk „die Strategien der Verschwörungsideologen gegen sie [verwendet werden]“, allerdings mit dem Anspruch, alles belegen zu können. Auch Satire wird im Blog als journalistische Darstellungsform benutzt.
Im August 2023 startete der Volksverpetzer gemeinsam mit Omas gegen Rechts eine Petition, welche die Prüfung eines Verbotsverfahrens der AfD forderte. Am 15. Oktober 2024 wurden über 800.000 Unterschriften überreicht, was sie zu einer der größten Petitionen machte, die jemals an den Bundestag übergeben wurde.

## Mitarbeiter und Finanzierung
Ende 2020 arbeiteten die etwa 20 Beschäftigten überwiegend ehrenamtlich für das Medium, mit lediglich zwei Festangestellten. 2024 gibt es drei Vollzeit- und fünf Teilzeitstellen sowie zwei Minijobs.
Die Inhalte des Blogs sind frei und kostenlos verfügbar. Das Projekt finanziert sich nach eigenen Angaben im Wesentlichen durch Spenden.
Als Rechtsform wurde 2019 eine gemeinnützige Unternehmergesellschaft (haftungsbeschränkt) gewählt. Im Jahre 2024 entzog das Finanzamt den Status der Gemeinnützigkeit mit Wirkung ab 2021. Als Begründung wurde aufgeführt, dass die Satzung die Anforderungen an die Gemeinnützigkeit nicht erfülle. Thomas Laschyk erklärt dazu, es sei angedeutet worden, dass die Inhalte seines Blogs in den Bereich des Journalismus fallen würden. Journalistische Erzeugnisse erhalten jedoch in Deutschland nicht den Status der Gemeinnützigkeit.

## Auszeichnungen
Der VVP wurde im März 2020 als „Blogger*in des Jahres 2019“ mit dem Goldenen Blogger ausgezeichnet:

„Das Team rund um das Projekt ‚Volksverpetzer‘ tun das, was in 2019 leider immer wichtiger geworden ist: Sie checken Fakten! Doch nicht nur das. Das Team rund um Chefpetze Thomas Laschyk besteht aus jeder Menge Ehrenamtlichen, die sich in ihrer Freizeit mit politischen Themen und Narrativen beschäftigen und aufdecken, anprangern und gegenhalten!“

Im Juli 2020 erhielt der VVP den Augsburger Medienpreis in der Kategorie „Mut“. Zur Begründung hieß es, das Blog stelle sich „täglich dieser schier unlösbaren Aufgabe, zu einer ausgewogeneren Meinungsbildung beizutragen und die Ausbreitung von Verschwörungstheorien, Fake News und populistischen Mythen einzudämmen.“
2022 wurde der VVP mit dem Fact Heroes Award in der Rubrik Medien & Blogs des Goldenen Aluhuts ausgezeichnet.
2025 wurde dem Volksverpetzer der Marion-Samuel-Preis verliehen.